# 乙烯基乙炔
乙烯基乙炔，结构式CH2＝CH－C≡CH。

## 性质
无色气体，具有类似乙炔的气味。与空气形成爆炸性混合物。在空气中易氧化生成有机过氧化物，也易发生加成和聚合反应。

## 制备
由经预处理的乙炔在氯化亚铜和氯化铵盐酸溶液作用下二聚而得。
{\displaystyle \ 2CH\!\equiv \!CH\ {\xrightarrow[{80\!-\!84^{o}C}]{cat.}}\ CH\!\equiv \!C\!-CH\!=\!CH_{2}}

## 用途
用作制取氯丁橡胶、二乙烯基醚及以丁烯酮为基础的多聚体的原料。